# Las Cruces, Delstaten Mexiko
Las Cruces är en ort i Mexiko.   Den ligger i kommunen Tenango del Valle och delstaten Mexiko, i den sydöstra delen av landet, 60 km sydväst om huvudstaden Mexico City. Las Cruces ligger 2 667 meter över havet och antalet invånare är 647.
Terrängen runt Las Cruces är huvudsakligen kuperad, men åt nordost är den platt. Runt Las Cruces är det tätbefolkat, med 397 invånare per kvadratkilometer. Närmaste större samhälle är Metepec, 18,4 km norr om Las Cruces. I omgivningarna runt Las Cruces växer huvudsakligen savannskog.